# Exciter (album)
Pour les articles homonymes, voir Exciter.
Albums de Depeche Mode
The Singles 86>98
(1998) Playing the Angel
(2005)
Singles
1. Dream On
Sortie : 23 avril 2001
2. I Feel Loved
Sortie : 30 juillet 2001
3. Freelove
Sortie : 11 novembre 2001
4. Goodnight Lovers
Sortie : 11 février 2002

Exciter est le dixième album studio du groupe anglais Depeche Mode, sorti le 14 mai 2001.
Produit par Mark Bell du groupe LFO, cet album fait suite au ténébreux Ultra. Il s'avère plus lumineux et moins organique que ce dernier (les guitares et la batterie ont été mises en retrait).
Il s'est classé à la 9e place des charts britanniques et en 8e position aux États-Unis dans le Billboard 200. Il est n°1 en France, en Suède et en Belgique francophone.

## Liste des titres
Tous les titres sont signés Martin L. Gore.
1. Dream On (4:19)
2. Shine (5:32)
3. The Sweetest Condition (3:42)
4. When the Body Speaks (6:01)
5. The Dead of Night (4:50)
6. Lovetheme (2:02)
7. Freelove (6:10)
8. Comatose (3:24)
9. I Feel Loved (4:20)
10. Breathe (5:17)
11. Easy Tiger (2:05)
12. I Am You (5:10)
13. Goodnight Lovers (3:48)

### Réédition de 2007
- Disque 1 : SACD/CD
- Disque 2 : DVD de Exciter en DTS 5.1, Dolby Digital 5.1 et PCM Stereo avec des bonus

1. Dream On – 4:19
2. Shine – 5:32
3. The Sweetest Condition – 3:42
4. When the Body Speaks – 6:01
5. The Dead of Night – 4:50
6. Lovetheme – 2:02
7. Freelove – 6:10
8. Comatose – 3:24
9. I Feel Loved – 4:20
10. Breathe – 5:17
11. Easy Tiger – 2:05
12. I Am You – 5:10
13. Goodnight Lovers – 3:48

#### Live à Paris, octobre 2001 (en DTS 5.1, Dolby Digital 5.1, PCM Stereo)
1. The Dead of Night
2. The Sweetest Condition
3. Dream On
4. When the Body Speaks
5. Breathe
6. Freelove

#### Titres bonus (en PCM Stereo)
1. Easy Tiger (Full Version)
2. Dirt (reprise de The Stooges)
3. Freelove (Flood Mix)
4. Zenstation
5. When the Body Speaks (version acoustique)

#### Documentaires
1. Depeche Mode 1999–2001 (Presenting the intimate and delicate side of Depeche Mode) – 30:00
2. End Credits – 2:23

## Classements et certifications
| Classement (2001)                  | Meilleure place |
| ---------------------------------- | --------------- |
| Allemagne (Media Control AG)       | 1               |
| Australie (ARIA)                   | 20              |
| Autriche (Ö3 Austria Top 40)       | 2               |
| Belgique (Flandre Ultratop)        | 5               |
| Belgique (Wallonie Ultratop)       | 1               |
| Canada (Billboard Canadian Albums) | 3               |
| Danemark (Tracklisten)             | 3               |
| Espagne (Promusicae)               | 2               |
| États-Unis (Billboard 200)         | 8               |
| Europe (European Top 100 Albums)   | 2               |
| Finlande (Suomen virallinen lista) | 2               |
| France (SNEP)                      | 1               |
| Grèce (IFPI)                       | 1               |
| Hongrie (Mahasz)                   | 1               |
| Irlande (Irish Albums Chart)       | 13              |
| Italie (FIMI)                      | 2               |
| Japon (Oricon)                     | 79              |
| Norvège (VG-lista)                 | 3               |
| Pays-Bas (Mega Album Top 100)      | 15              |
| Pologne (ZPAV)                     | 1               |
| Royaume-Uni (UK Albums Chart)      | 9               |
| Suède (Sverigetopplistan)          | 1               |
| Suisse (Schweizer Hitparade)       | 2               |

| Classement (2001)   | Meilleure place |
| ------------------- | --------------- |
| Autriche            | 53              |
| Belgique (Wallonie) | 39              |
| Danemark            | 57              |
| France              | 59              |
| Suède               | 47              |
| Suisse              | 39              |

| Pays                         | Certification | Ventes certifiées |
| ---------------------------- | ------------- | ----------------- |
| Allemagne (BVMI)             | Platine       | 300 000           |
| Autriche (IFPI)              | Or            | 7 500             |
| Canada (Music Canada)        | Or            | 50 000            |
| États-Unis (RIAA)            | Or            | 500 000           |
| Finlande (Musiikkituottajat) | Or            | 15 450            |
| France (SNEP)                | Or            | 173 000           |
| Pologne (ZPAV)               | Or            | 50 000            |
| Royaume-Uni (BPI)            | Platine       | 300 000           |
| Suède (GLF)                  | Or            | 40 000            |
| Suisse (IFPI)                | Or            | 20 000            |

## Crédits
Informations incluses dans le livret de l'album Exciter.
| - Jonathan Adler – ingénieur du son assistant - Boris Aldridge – ingénieur du son assistant - Mark Bell – production - Lisa Butterworth – ingénieur du son assistant - Knox Chandler – solo violoncelle, arrangements des cordes (When the Body Speaks) - James Chang – ingénieur du son assistant - Anton Corbijn – direction artistique, pochette, photographies - Natalie Cenovia Cummins – strings (When the Body Speaks) - Andrew Davies – ingénieur du son assistant - Christian Eigner – batterie (I Am You) - Ralph H. Farris – strings (When the Body Speaks) - Steve Fitzmaurice – mixage | - Form – design - Paul Freegard – production additionnelle, pré-production - Andrew Griffiths – ingénieur du son assistant - Leo Grinhauz – cordes (When the Body Speaks) - Joyce Hammann – cordes (When the Body Speaks) - Gareth Jones – production additionnelle, pré-production, ingénieur du son - Jonathan Kessler – management - Mike Marsh – mastering - Airto Moreira – percussions (Freelove, I Feel Loved) - Alissa Myhowich – ingénieur du son assistant - Todd C. Reynolds – cordes (When the Body Speaks) - Nick Sevilla – ingénieur du son assistant |